# بلوط بوینتون
بلوط بوینتون (نام علمی: Quercus boyntonii) نام یک گونه از سرده بلوط است.